# Andreas Mölzer
Andreas Mölzer (* 2. prosince 1952 Leoben) je rakouský politik a novinář, poslanec Evropského parlamentu za Freiheitliche Partei Österreichs (FPÖ).
Andreas Mölzer studoval historii, právo a sociologii na Karl-Franzens-Universität Graz. Od roku 1998 působil jako autor sloupků v rakouských novinách Kronen Zeitung a Die Presse.
Ve volbách v roce 2004 byl zvolen za FPÖ poslancem Evropského parlamentu, kde působí ve výboru pro ústavní záležitosti. V březnu 2005 byl vyloučen z FPÖ za kritiku Jörga Haidera, ale po odchodu Haidera ze strany se stal ještě téhož roku opět jejím členem.
V lednu 2007 byl jedním ze zakládajících členů frakce Identita, tradice a suverenita.